# (21242) 1995 WZ41
(21242) 1995 WZ41 là một tiểu hành tinh vành đai chính. Nó được phát hiện bởi Seiji Ueda và Hiroshi Kaneda ở Kushiro, Hokkaidō, Nhật Bản, ngày 25 tháng 11 năm 1995.